# Yvonne Duckett
 (novembre 2019).
Pour les articles homonymes, voir Duckett.
Yvonne Duckett, née à Sorel le 1er septembre 1889 et décédée à Montréal le 29 octobre 1970, est une professeure de phonétique et d'art dramatique québécoise. Elle s'est fait connaître sous le nom de Madame Jean-Louis Audet.

## Biographie
Madame Audet (Yvonne Duckett) est une pionnière de l'enseignement du français oral et du théâtre au Québec. Après des études en élocution française à l'Université de Montréal et en phonétique internationale à l' Université McGill de Montréal, elle continue toute sa vie à approfondir ses connaissances en phonétique des langues aux universités Columbia, de Strasbourg, de Mexico ainsi qu'à la Sorbonne. D'origine irlandaise, elle se marie au dentiste Jean-Louis Audet en 1912 ; par conséquent elle prend le nom de Madame Audet.
Vers 1912, elle amorce sa carrière d'enseignante au Conservatoire Lassalle. Pendant plusieurs décennies, elle enseigne au Conservatoire d'art dramatique de Montréal, à l'école de musique Vincent-d'Indy et dans son studio, au 3959 rue Saint-Hubert, au cœur du Plateau Mont-Royal à Montréal.
Aux jeunes adultes et comédiens, elle donne des cours d'art dramatique, de phonétique corrective avancée et de pose de voix. Auprès des enfants, elle innove avec l'éducation par le jeu : diction, chanson, technique vocale, élocution naturelle, saynètes de théâtre et fréquentation des grands textes composent l'essentiel de son enseignement. Elle mènera toute sa vie une lutte pacifique, mais sans trève, pour améliorer le français oral et communiquer aux Québécois une prononciation pure et un vocabulaire plus riche. »
Madame Audet publie des articles dans la Revue de la Société du bon parler français et dans le journal Le Devoir. Ses cours de phonétique sont diffusés à la radio de la CKAC, à la radio de Radio-Canada et dans les écoles de la CECM.
Elle fonde en 1933, chez elle, rue Saint-Hubert, l'École supérieure de diction française où elle formera jusqu'en 1969 plusieurs générations de comédiens, chanteurs et animateurs qui auront une influence déterminante sur l'éveil culturel et social du Québec moderne. Notamment Yvette Brind'Amour, Gisèle Schmidt, Pierre Dagenais, Marjolaine Hébert, Rolland D'Amour, Gaétan Labrèche, Béatrice Picard, René Caron, Monique Miller, Guy Mauffette, Dominique Michel, Albert Millaire, Serge Turgeon, Pierre Bourgault, Denise Bombardier, Robert Charlebois, Geneviève Bujold, Lise Lasalle, Pierre Nadeau, André Brassard, Robert Gadouas, Andrée Champagne, André Montmorency, Louise Rémy, Andrée Boucher, Pierre Lalonde, Yves Corbeil, Gilles Renaud, Nathalie Naubert, Marie Josée Longchamps
Le fonds d'archives de Madame Jean-Louis Audet est conservé au centre d'archives de Montréal de Bibliothèque et Archives nationales du Québec.

## Publications
Les monologues du petit-monde, Beauchemin éditeur, Montréal 1948 (BAnQ 415189 CON)
Manuel de français oral : phonétique et diction, à compte d'auteur, Montréal 1965 (BAnQ NUM/1505)

## Émissions radiophoniques
Radio Petit-Monde, émission hebdomadaire à CKAC
Les ondes enfantines, émission hebdomadaire à la radio de Radio-Canada (Archives SRC)
Langage de mon pays, avec Henri Bergeron, à la radio de Radio-Canada (Archives SRC)
Série de cours de diction avec les enfants des écoles de Montréal, diffusée à la radio de Radio-Canada (Archives SRC)

## Anecdotes
Dans la chanson Miss Pepsi, interprétée par Robert Charlebois, l'auteure (Mouffe) fait référence explicitement à Madame Audet, devenue une icône culturelle québécoise à la fin des années 60.
Miss Pepsi (1970)
(Extrait)
Elle a étudié le chant
Le piano, la claquette
La diction, le ballet
Chez Madame Audet
Elle en faisait tellement
Un vrai p'tit chien savant
Paroles: Mouffe, musique: Robert Charlebois

## Hommages
- Émission Format 30, Rolland D’Amour, Marjolaine Hébert, Andrée Champagne en entrevues avec Wilfrid Lemoyne et Andréanne Lafond, lors du décès de Madame Audet, octobre 1970, à la télé de Radio-Canada (Archives SRC)
- Le cabaret du soir qui penche, hommage à Madame Audet par Guy Mauffette, à la radio de Radio-Canada 1971 (Archives SRC)
- Le parc Yvonne-Audet, nommé en son honneur dans le quartier de Pointe-aux-Trembles à Montréal.
- La rue et le parc Yvonne-Duckett, nommés en son honneur à Saint-Bruno-de-Montarville.
- Yvonne Duckett-Audet - La Marraine irlandaise du Québec. Musée McCord de Montréal 2009. Exposition Irlandais O'Québec. https://www.musee-mccord.qc.ca/fr/audio-video/exposition-irlandais-o-quebec/

## Sources et témoignages
- Notices d'autorité :   - VIAF
  - ISNI
  - LCCN
  - WorldCat

Et je suis resté au Québec, par Pierre Dagenais, Éditions La Presse, Montréal 1974,  (ISBN 0-7777-0094-8)
A Missionary of the French Language through Drama, par Muriel Gold https://journals.lib.unb.ca/index.php/tric/article/view/7277/83
Ces femmes qui ont bâti Montréal, Éditions du remue-ménange, 1994, p. 207-208. Maryse Darsigny; et al.  (ISBN 2890911306), (OCLC 845013141)
Le Petit-Monde de Madame Audet (1933-1969), par Muriel Gold, https://www.erudit.org/fr/revues/annuaire/1994-n16-annuaire3663/
L’univers de Madeleine et Pierre, par Denyse Galarneau, Carte Blanche, Montréal 2006,  (ISBN 2-89590-073-6)
Yvonne Duckett (madame Jean-Louis Audet), par Pierre Audet, Revue de théâtre JEU, 2007, #122 https://www.erudit.org/fr/revues/jeu/2007-n122-jeu1113928/16402ac/
Dictionnaire des artistes du théâtre québécois, Montréal, Québec Amérique, 2008,  (ISBN 9782764406212 et 2764406215), (OCLC 191759798)
Mes amours de personnages, par Albert Millaire, Éditions de L’Homme, 2010.  (ISBN 9782761927185)
L’Union des artistes - 75 ans de culture au Québec, dir. Jean-François Nadeau, Éditions de L’Homme, 2012.  (ISBN 9782761933063)
Monique Miller - Le bonheur de jouer, par Pierre Audet, Libre Expression, Montréal 2018.  (ISBN 9782764813133)
Plus fort ! - L'histoire de Mme Audet, par Muriel Gold, C.M., Ph.D.,  (ISBN 9780978449728) (également publié en anglais)
Fonds Yvonne-Duckett, Bibliothèque et Archives nationales du Québec, MSS289

### Citation
« Un jour viendra où vous pourrez trouver seuls la manière de dire tout ce que vous voudrez. Sans effort, sans imitations servile. Et ce jour-là, vous aurez trouvé en même temps ce que tout être humain possède plus précieux. La personnalité. »
(Yvonne Duckett-Audet)